# Dolmen von Seigmas
Der Dolmen von Seigmas (auch Seignas oder Dolmen von Brillaud genannt) ist ein spätneolithischer Dolmen im Flur „La Lauzette“ in Rieubach bei Le Mas-d’Azil, etwa 30 km nordwestlich von Foix im Norden des Département Ariège in Frankreich. Dolmen ist in Frankreich der Oberbegriff für neolithische Megalithanlagen aller Art (siehe: Französische Nomenklatur).
Es ist einer von 11 Dolmen in Mas-d’Azil. Alle haben einen Deckstein, der auf mehreren vertikalen Tragsteinen ruht, aber in Größe und Lage variiert.
Der Dolmen mit dem quadratischen, in der Dicke keilförmigen Deckstein ist seit 1889 als Monument historique geschützt.
Die bei Ausgrabungen gefundenen mehr als 500 menschlichen Zähne, Knochen, Materialien und Werkzeuge zeigen, dass die spätneolithischen oder bronzezeitlichen Dolmen eine Grabfunktion hatten.
In der Nähe liegen der Dolmen von Bidot und die Höhle von Mas d’Azil.